# Medway (fiume)
Il fiume Medway scorre quasi interamente nel Kent per una lunghezza totale di 113 km, dal confine con il West Sussex fino all'estuario del Tamigi, ove si immette prima di raggiungere il Mare del Nord.
Il suo bacino ricopre circa 2.409 km², il più ampio dell'Inghilterra meridionale.
L'uomo lo ha utilizzato per secoli, modificandone l'ambiente e le rive. Esso viene usato per il trasporto di merci, la fornitura di acqua e come fonte di energia. Attorno alle sue rive vi sono numerose località turistiche.

## Affluenti
I principali affluenti sono:	
- il fiume Eden
- il Bourne, noto anche come fiume Shode o fiume Busty

I fiumi nel Kent, con il Medway

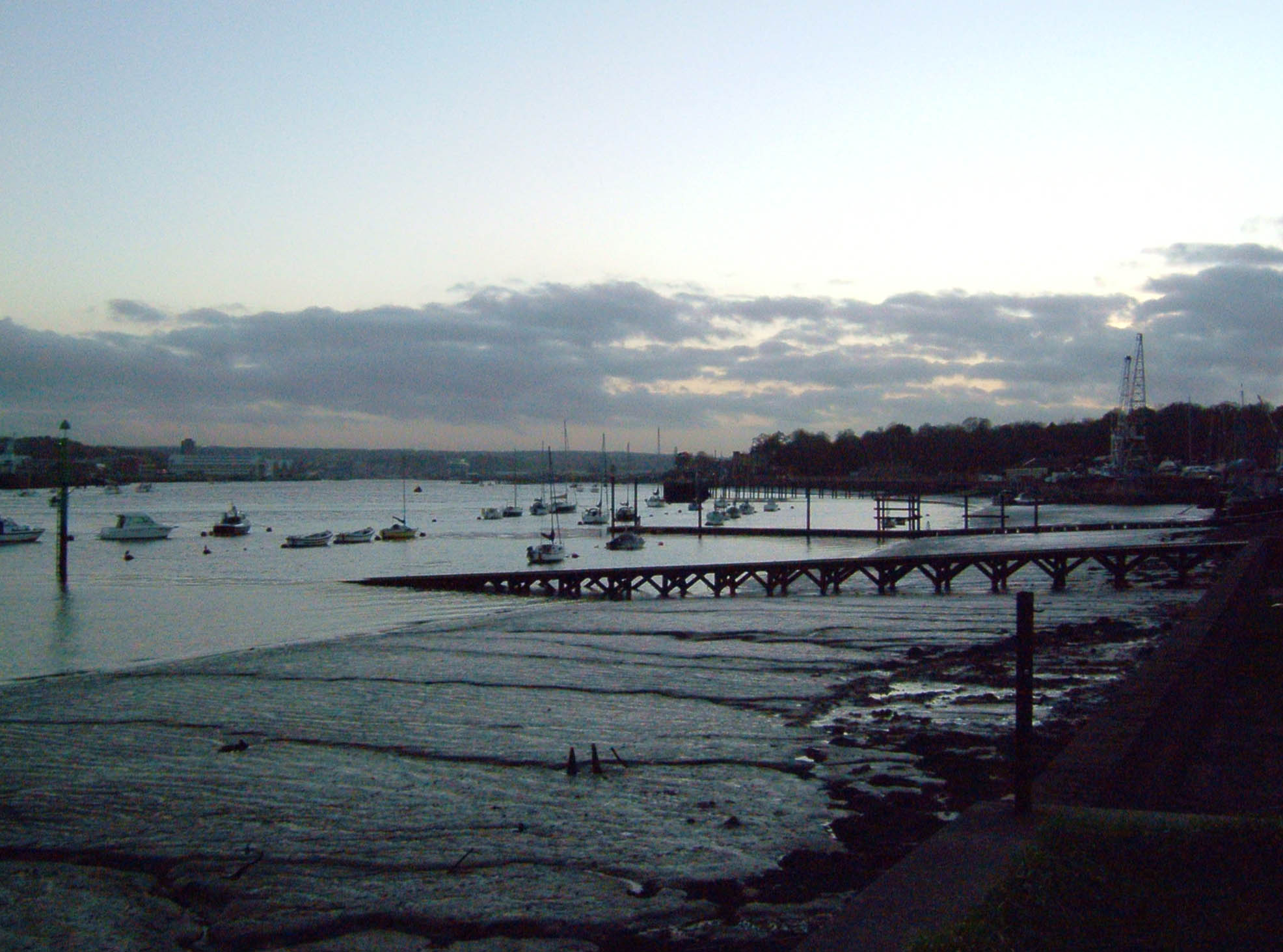
L'estuario del Medway all'imbrunire

- il Teise
- il Beult
- Loose Stream
- il Len

## Esondazioni
Il corso centrale del Medway sopra Tonbridge, a causa dei numerosi affluenti, è spesso origine di esondazioni. La città stessa di Tonbridge ha subito nei secoli numerose alluvioni, tanto che la parte più alta della città è chiamata Dryhill (Collina asciutta). Nel 1981 fu costruita una barriera vicino a Leigh per proteggere la città di Tonbridge che nel 1968 subì una inondazione piuttosto grave.

## Storia
Insediamenti preistorici abbondano lungo tutto il corso del Medway. La zona intorno ad Aylesford è particolarmente importante per i reperti dell'età della pietra: i Medway megaliths sono gruppi di camere mortuarie appartenenti al periodo neolitico, fra i quali i  Coldrum Stones e la Kit's Coty House. Ornamenti e coppe dell'età del bronzo sono stati rinvenuti lungo le rive del fiume, mentre altri reperti risalgono al periodo pre-romano dell'età del ferro. I romani hanno lasciato numerose tracce di ville nella parte inferiore della valle del Medway e sono stati rinvenuti anche luoghi di sepoltura degli Juti.
Il Domesday Book registra numerosi feudi nella valle del Medway. I castelli divennero nel medioevo una caratteristica del paesaggio nella valle, come Rochester, Allington, Leeds e West Malling, la storica città-mercato.
Due fatti d'arme importanti ebbero luogo presso il fiume dal quale presero il nome:

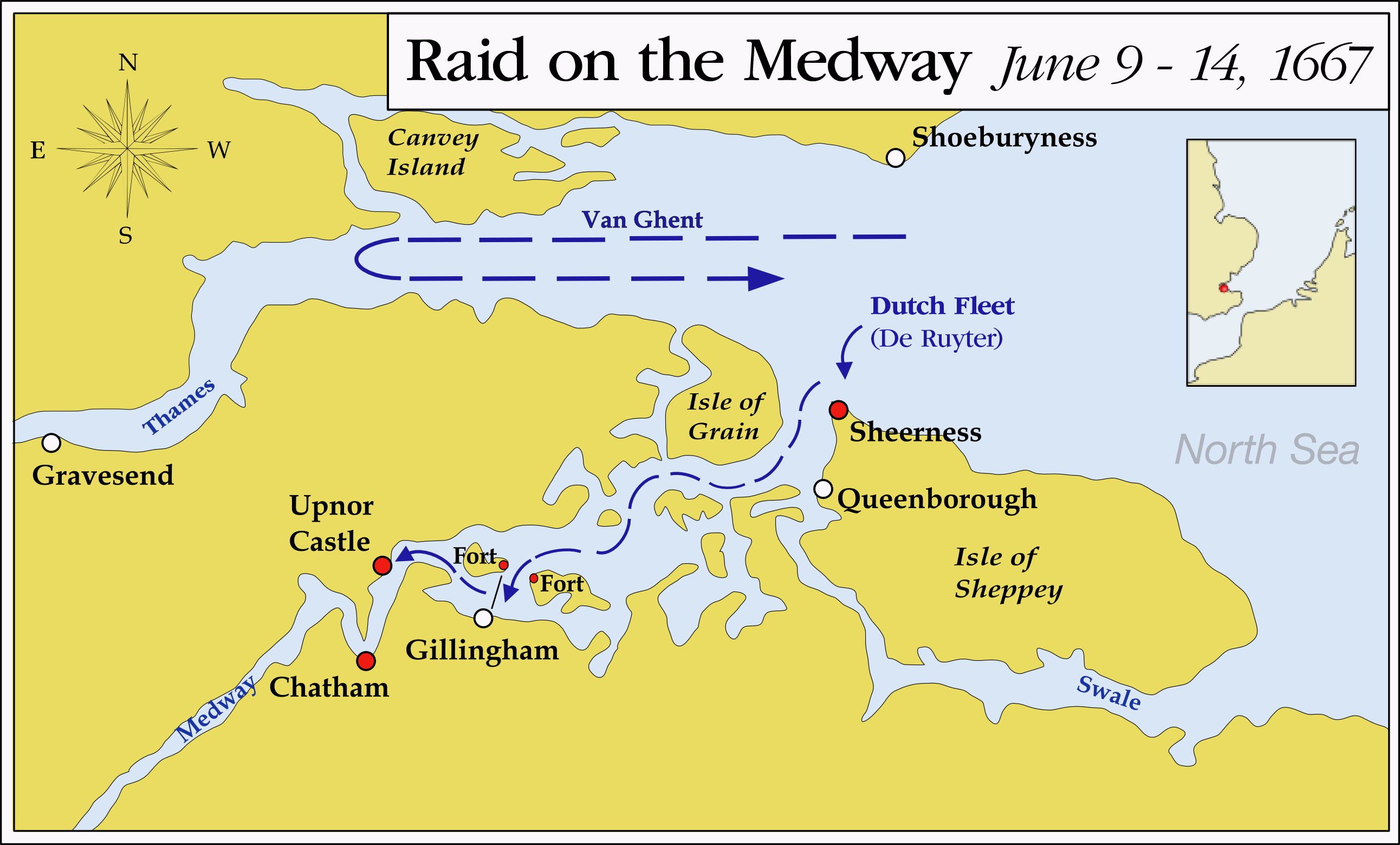
Mappa che mostra l'evoluzione dell'incursione di Medway

- La Battaglia di Medway, combattuta nel 43 fra le truppe romane di Aulo Plauzio e quelle delle tribù britanniche radunate dai catuvellauni Togodumno e Carataco durante la conquista romana della Britannia, che si concluse con la vittoria dei romani
- L'incursione sul Medway (9 – 14 giugno 1667), avvenuta durante la seconda guerra anglo-olandese, allorché la flotta olandese risalì il fiume fino a Upnor Castle, vicino alla base navale di Chatham, sede di importanti cantieri, incendiando tre grosse navi da guerra inglesi ed altre dieci minori e portandosi via le HMS Unity e Royal Charles, orgoglio della marina britannica; tale strepitosa vittoria condusse rapidamente ad un accordo di pace tra Province Unite ed Inghilterra, molto favorevole alle prime

Nel 1824 fu completato un canale che collega il Medway allo Strood a Gravesend, il Thames and Medway Canal ma non ebbe il successo commerciale sperato e la ferrovia nel 1849 lo rese superfluo. La sua parte occidentale rimase in funzione fino al 1934.

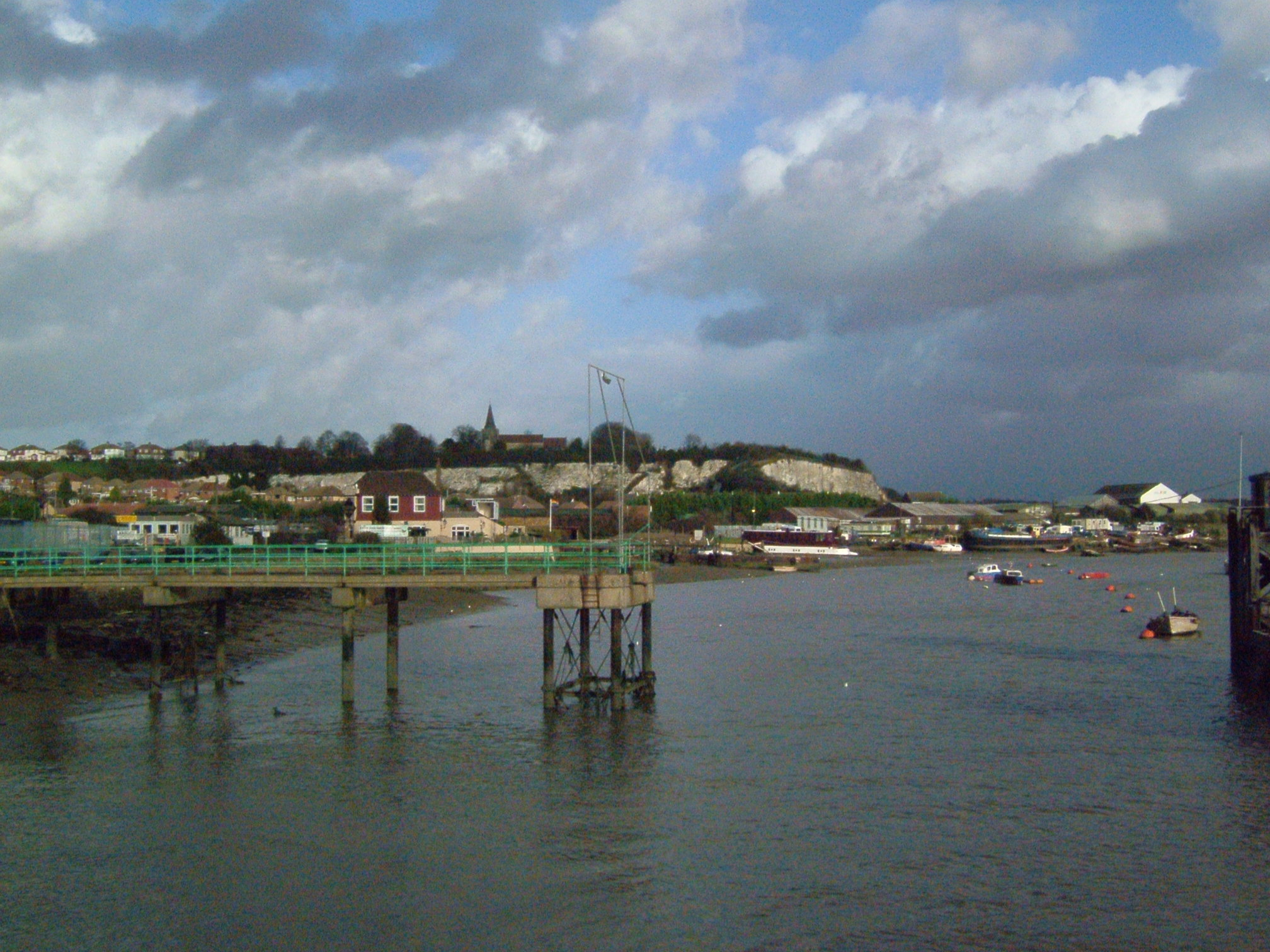
Frindsbury Church sull'ingresso originale al Thames and Medway Canal

Nel 1942 fu eseguito il primo test su un oleodotto sottomarino posto sul letto del Medway nella cosiddetta Operation Pluto